# 弗莫伊 (明尼蘇達州)
弗莫伊（英語：Fermoy）是位於美國明尼蘇達州聖路易斯縣麥克達維特鎮區的一個鬼鎮。

## 地理
弗莫伊所處的海拔為高於海平面401米（即1316英呎），而該地所採用的時區為UTC-6，即北美中部時區（CST）。同時該地設有夏令時間，為UTC-6調快一小時，即UTC-5（CDT）。